# Luftperspektive

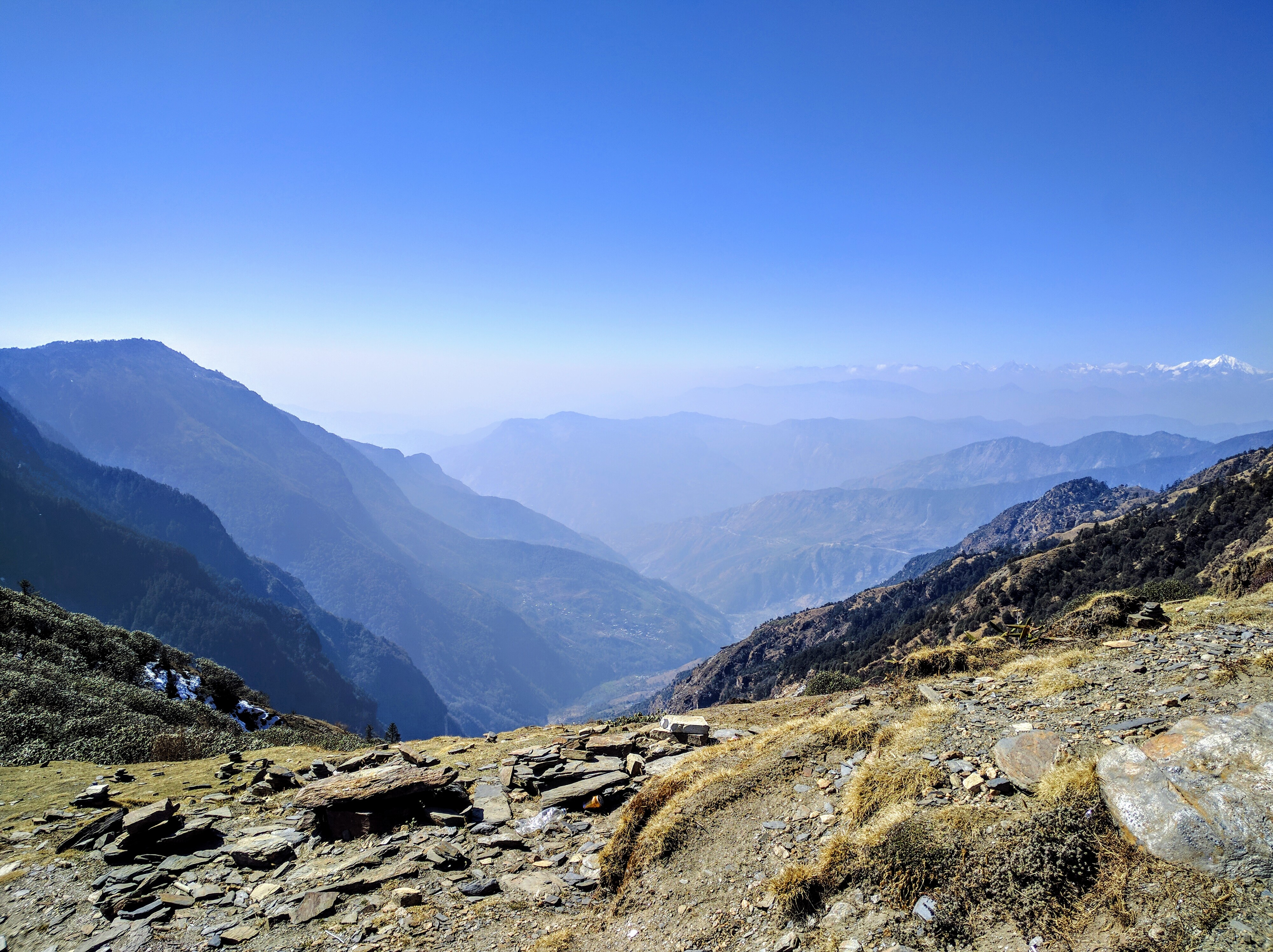
Luftperspektive (Fotografie), Verblassung und Verblauung der Farben entfernter Gegenstände. Landschaft in Nepal.

Die Luftperspektive  beschreibt die Sichtverhältnisse in einer Landschaft, verursacht durch die Luft. Die Erscheinung wird auch als Opaleszenz bezeichnet. Ein Gegenstand sieht mit zunehmender Entfernung bläulicher, heller oder bräunlicher (durch Smog) aus. Der Grund dafür ist die (diffuse) Reflexion und die (selektive) Absorption der Lichtstrahlen an den Luftteilchen, was sich mit Hilfe der Physik erklären lässt. Zum einen bezieht sich die Luftperspektive auf die Alltagserfahrung, dass entfernte Berge hellblau erscheinen. Zum anderen kennzeichnet sie die Möglichkeit, dass Künstler in ihren Gemälden durch Abstufung der Farbwerte nach Blau und Weiß hin eine gewünschte Fernwirkung erzielen. Da bei der Luftperspektive die Farbe zur Raumwirkung beiträgt, lässt sie sich als Spezialform der Farbperspektive auffassen.

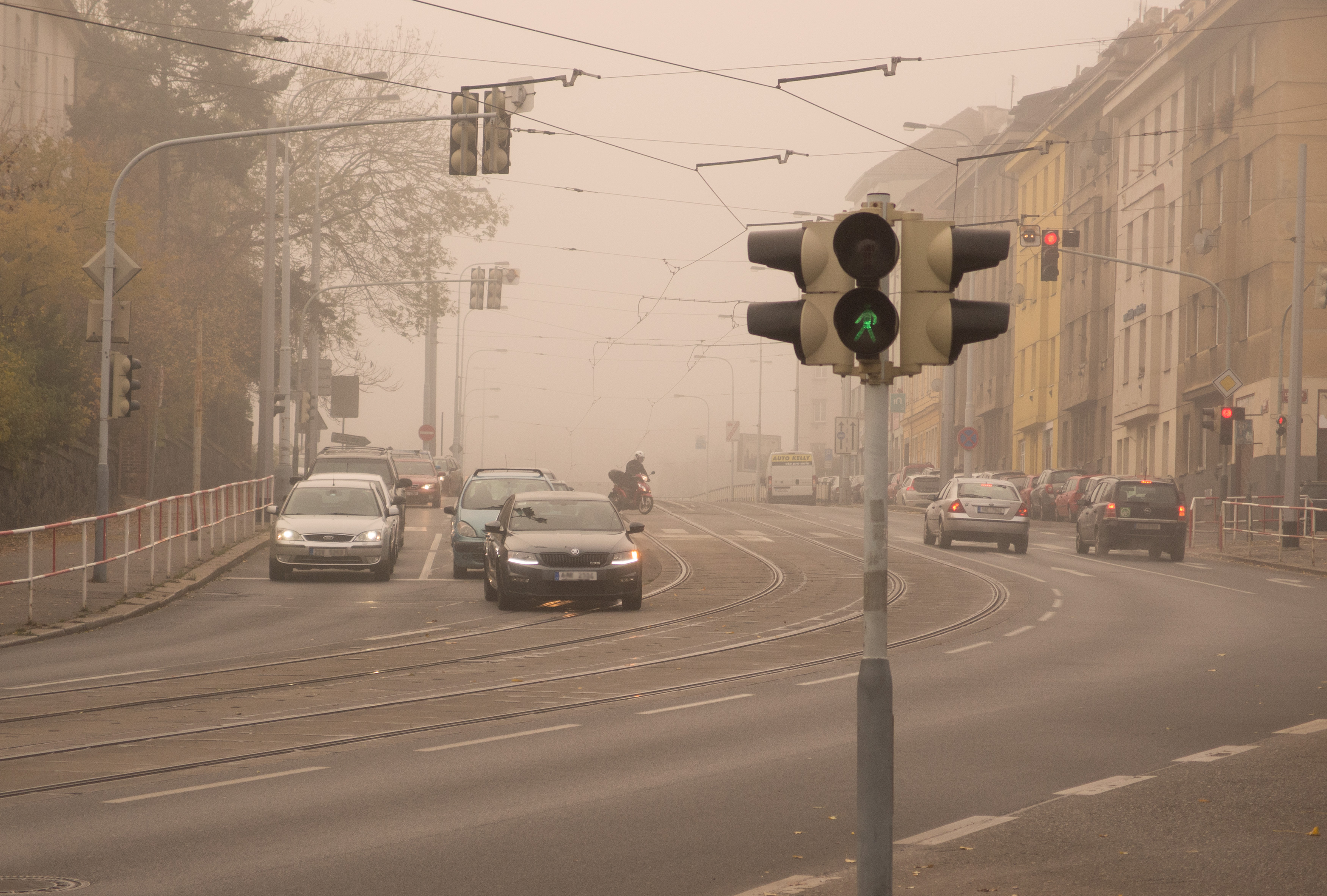
Luftperspektive (Fotografie). Bräunliche Farben durch Smog. Straße in Prag (Tschechien).

In der Fotografie bezeichnet die Luftperspektive manchmal auch eine Abbildung, die einen Gegenstand von oben aus der Luft zeigt. Dies wird auch als Luftbild, Vogelperspektive oder Draufsicht bezeichnet.

## Die Zusammensetzung der Luft
Die Luft bzw. die Erdatmosphäre besteht aus ganz unterschiedlichen Luftteilchen. Sie ist ein (heterogenes) Gemisch aus Gasen, atmosphärischem Wasser und Aerosolen.

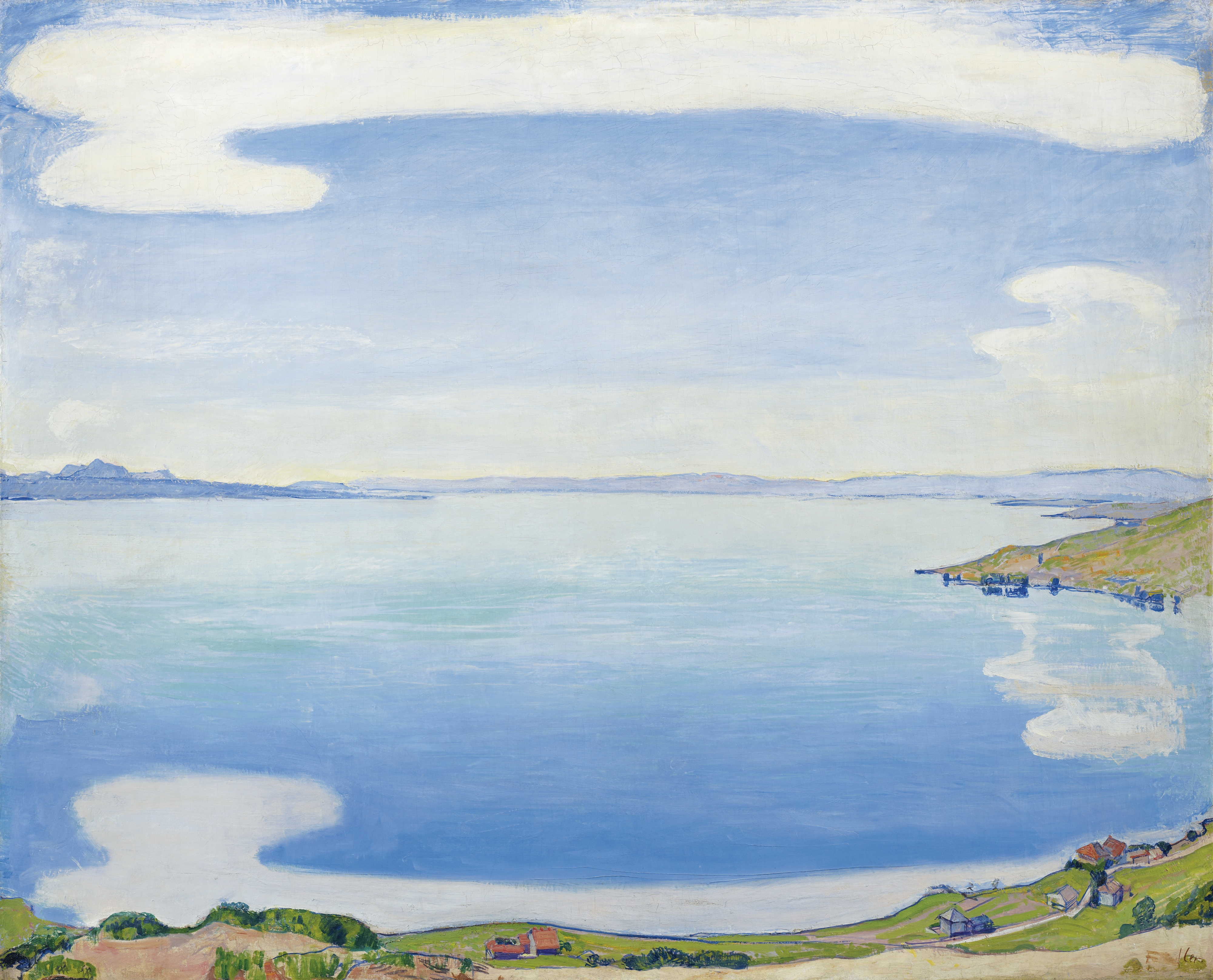
Luftperspektive (Malerei). Ferdinand Hodler: Genfer See von Chexbres aus, 1904.

- Luftperspektive (Malerei). Ferdinand Hodler: Genfer See von Chexbres aus, 1904.Die Gase in der Luft sind hauptsächlich Stickstoff (N2, 78 % relativer Volumenanteil) und Sauerstoff (O2, 21 %). Weitere Gase, wie zum Beispiel Argon oder Kohlendioxid, kommen nur in geringen Mengen vor.[4] Die Gasmoleküle sind sehr klein. Sie besitzen einen Durchmesser von rund 10−7 cm (= 0,001 µm).
- Das atmosphärische Wasser (H2O) kann fest (Eiskristalle, Eisnebel, Hagel, Reif, Schneekristalle), flüssig (Dunst, Nebeltröpfchen, Regentropfen, Wolken) oder gasförmig (Wasserdampf = Luftfeuchtigkeit) sein. Je nach Wetterlage variiert der Anteil räumlich und zeitlich sehr stark. Der Maximalwert an Wasserdampf in den feuchten Tropen beträgt 4 % (relativer Volumenanteil). Je nach Zustand können Wasserteilchen sehr unterschiedliche Größen annehmen, von kleinsten Wasserdampfteilchen bis zu 4 cm großen Hagelkörnern.
- Außerdem enthält die Luft Aerosole. Dies sind feste oder flüssige Schwebepartikel wie Feinstaub, Pollen, Rauch, Ruß, Salzkristalle, Smog, Staub, Tröpfchen oder vulkanische Asche. Die Aerosole sind relativ groß. Sie besitzen eine Größe von 10−4 bis 10−2 cm (= 1 bis 100 µm).[5]

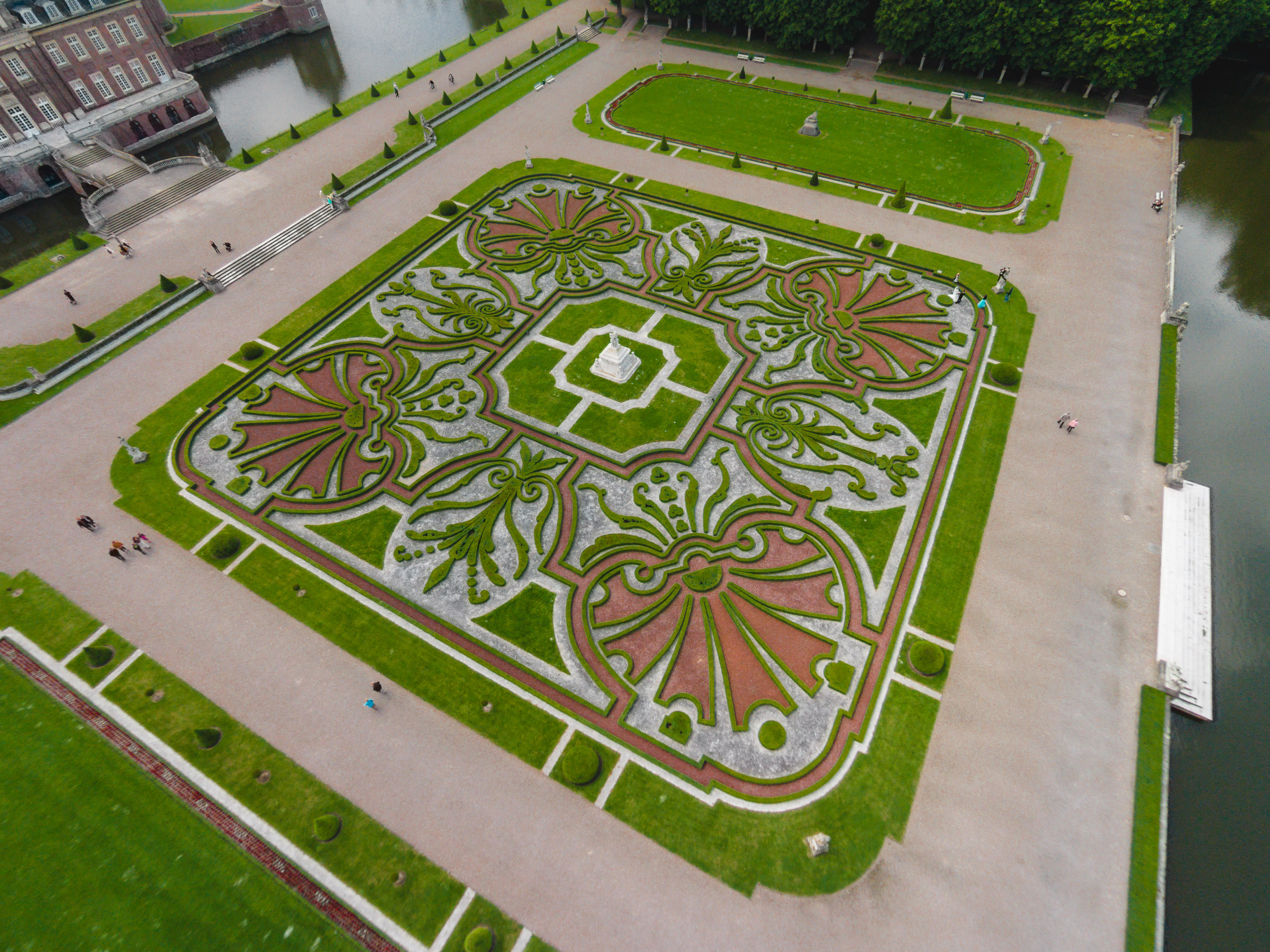
Fotografie aus der Luftperspektive. Gartenanlage des Schlosses Nordkirchen (NRW).

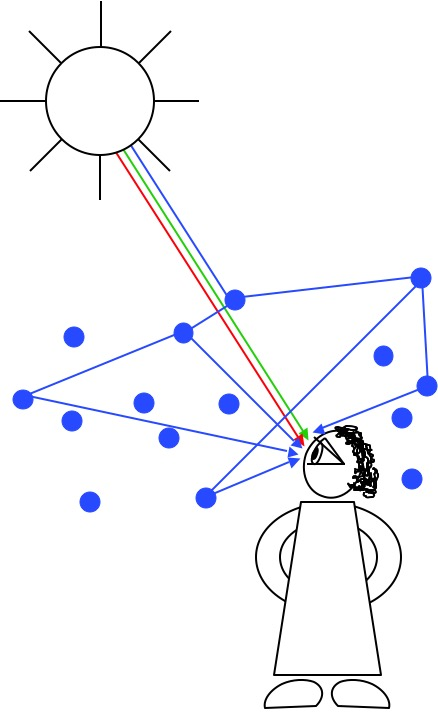
Rayleigh-Streuung. Blaues Licht wird bevorzugt an den Luftteilchen gestreut, während rotes, gelbes und grünes Licht absorbiert oder durchgelassen wird.

## Die Strahlungsbilanz in der Luft
Das Sonnenlicht trifft parallel auf die Lufthülle der Erde. Dort werden die Strahlen durchgelassen, reflektiert oder absorbiert.
- Ein Teil der Strahlen (etwa 30 %) wird durchgelassen (Transmission) und gelangt ungestört bis zur Erdoberfläche. Dies ist die direkte Sonneneinstrahlung.

- Ein anderer Teil (etwa 25 %) wird absorbiert (verschluckt). Durch diese selektive Absorption wird die Strahlungsenergie von den Luftteilchen aufgenommen und in Wärmeenergie umgewandelt.
- Der restliche Teil wird an den Luftteilchen nach allen möglichen Richtungen reflektiert. Diese allseitige, ungerichtete Streuung der Strahlung nennt man diffuse Reflexion. Von diesen diffus reflektierten Strahlen gelangen etwa 20 % zur Erde und bilden das diffuse Himmelslicht. Etwa 25 % strahlen zurück in den Weltraum.[6]

## Die physikalische Erklärung
Das in die Erdatmosphäre einfallende sichtbare Licht der Sonne (solare Strahlung mit der Wellenlänge 0,38 bis 0,78 µm) ist ein Gemisch aus allen Farben. Treffen die Strahlen auf Luftteilchen, erfahren sie eine selektive Absorption oder eine diffuse Reflexion. Stärke und Art der Absorption und Reflexion hängen von der Größe der Luftteilchen und der Wellenlänge des Lichts ab. Es lassen sich zwei Fälle unterscheiden.

### Die Rayleigh-Streuung
Der englische Physiker John William Strutt, 3. Lord Rayleigh (1842–1919) erkannte, wie das Blau des Himmels zustande kommt. Die kleineren Luftteilchen, das sind vor allem die Sauerstoff- und Stickstoffmoleküle (aber auch winzige Wassertröpfchen und Aerosole), sind rund 100-mal kleiner als die Wellenlänge des Lichts. Optimal für eine Reflexion wäre es, wenn das Molekül genauso groß wäre wie die Wellenlänge. Immerhin ist das Größenverhältnis Molekül zu Wellenlänge für das blaue (und violette), kurzwellige Licht günstiger. Deshalb reflektieren (streuen) die Luftmoleküle das blaue Licht 16-mal stärker als das langwellige, rote. Grün, Gelb und Rot werden in stärkerem Maße absorbiert. Somit erscheint der klare, wolkenlose Himmel blau. Je höher man hinaus kommt und je dünner die Atmosphäre wird, desto geringer ist dieser Effekt und desto dunkler wird der Himmel – bis zum Weltraumschwarz.

### Die Mie-Streuung
Der deutsche Physiker Gustav Adolf Mie (1868–1957) erkannte, wie das Weiß des Himmels zustande kommt. Sind die Luftteilchen etwa gleich groß oder größer als die Lichtwellenlänge (das sind die Aerosole oder das atmosphärische Wasser), streuen sie das gesamte weiße Sonnenlicht. Dadurch ergibt sich eine Aufhellung des Himmels in der Sonnenumgebung. Weil die Aerosol- und Wasserkonzentration in bodennahen Schichten größer ist als in der Höhe, findet man dieses weißliche Blau besonders in Horizontnähe.

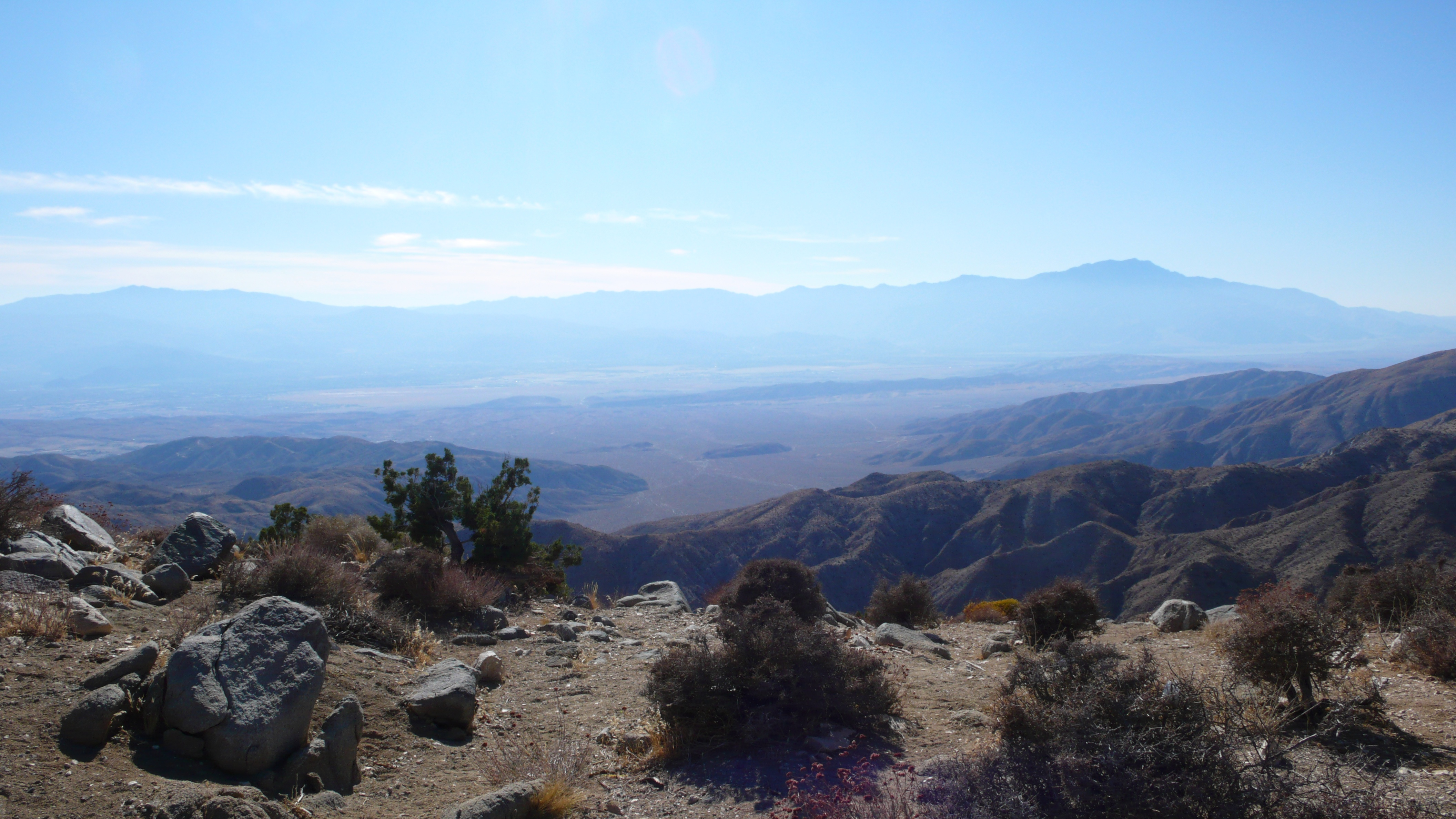
Scharfe Konturen entfernter Berge bei sonnigem Wetter. San-Andreas-Verwerfung (USA).

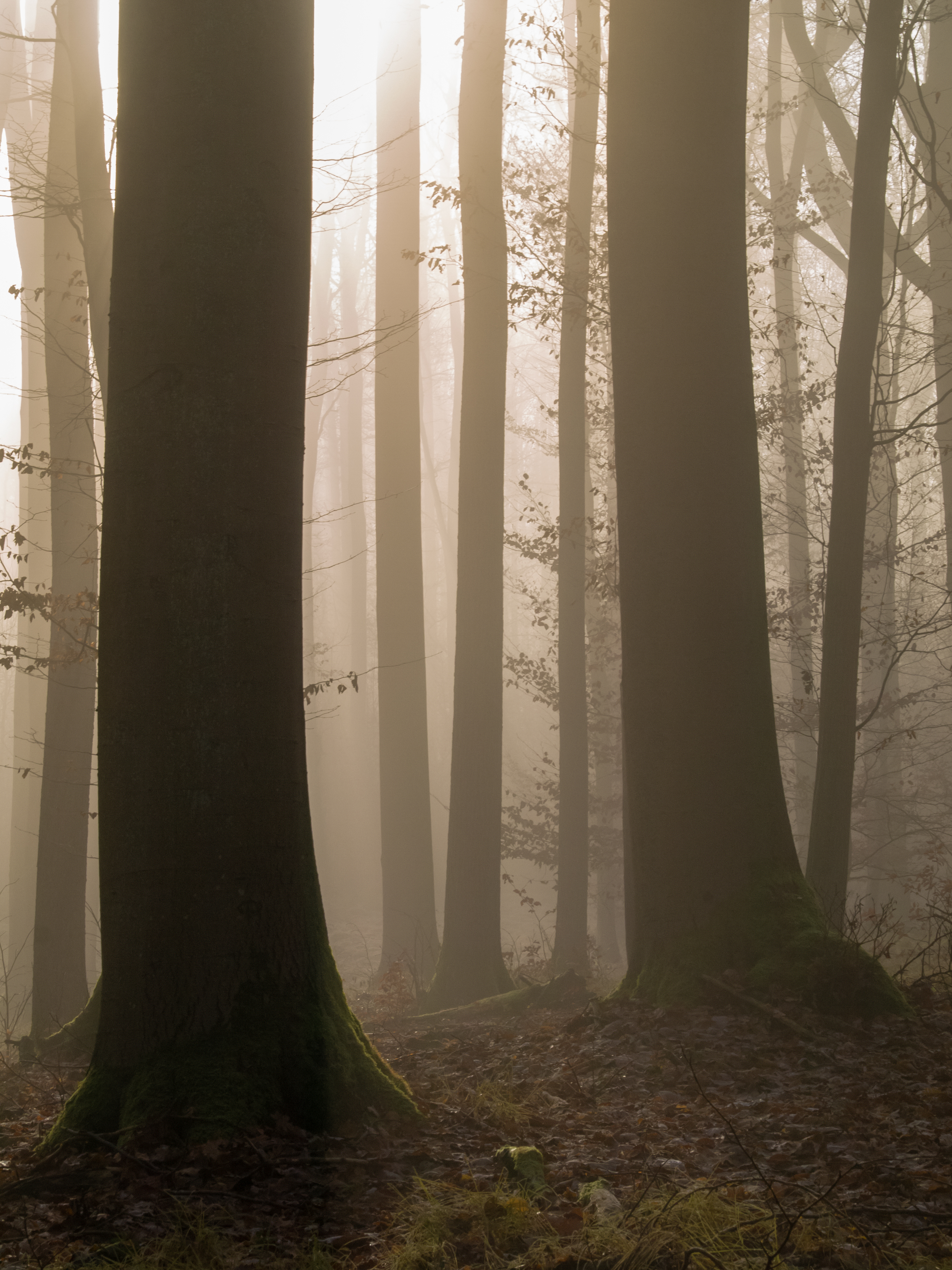
Scharfe Konturen entfernter Baumstämme bei Nebel. Bruderwald (Bamberg)

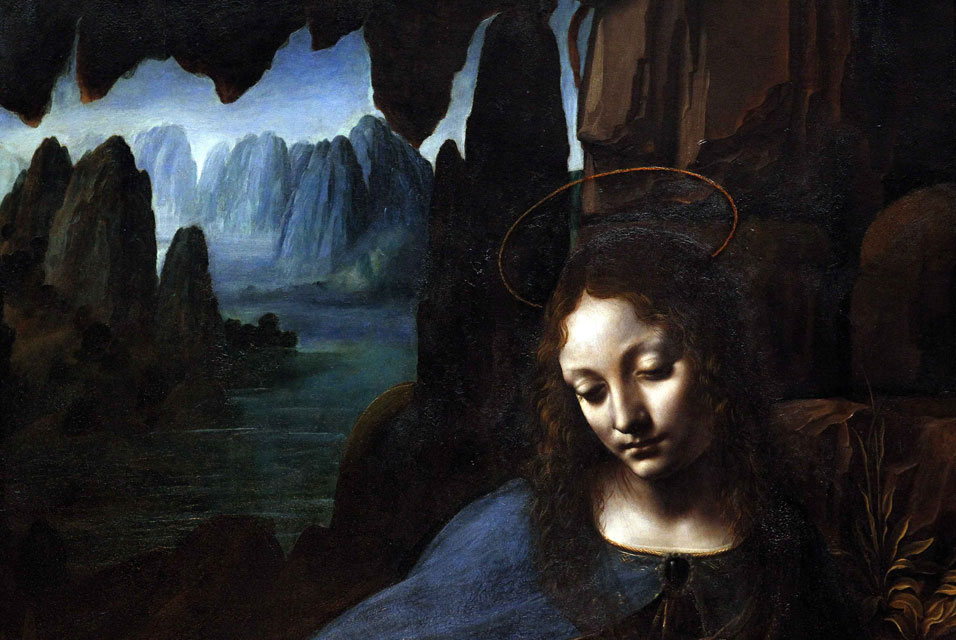
Hochrenaissance. Ausschnitt aus: Leonardo da Vinci: Felsgrottenmadonna, 1495–97.

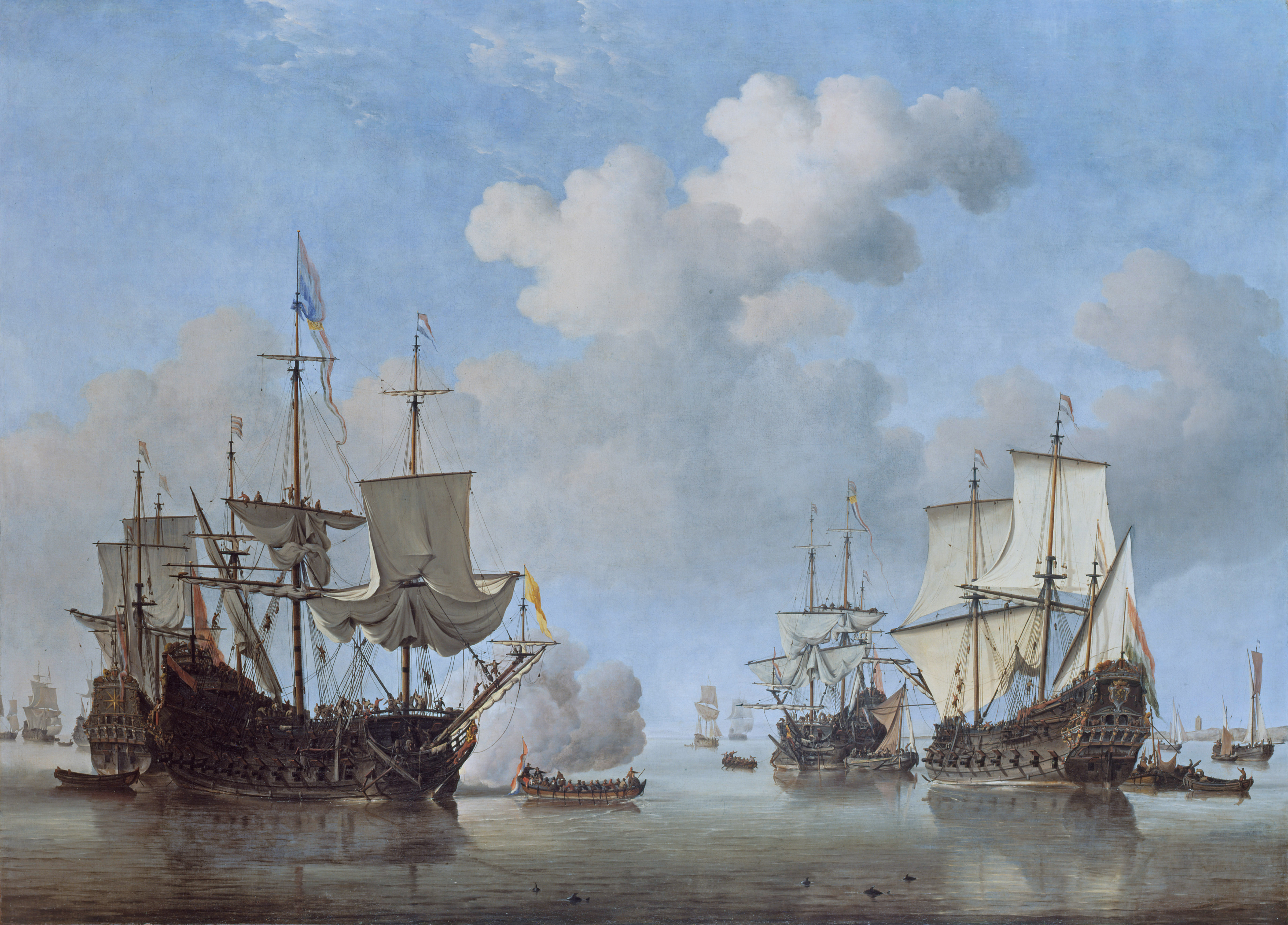
Niederländischer Barock. Willem van de Velde der Jüngere, Holländische Schiffe in einer Flaute, etwa 1665.

## Die Konturen
In einer Landschaft bei sonnigem Wetter erscheinen weit entfernte Gegenstände heller und bläulicher. Wir nehmen Details, Farbkontraste, Plastizität und Strukturen der Gegenstände immer weniger wahr, da sich die unterschiedlichen Farben in einem einheitlichen Hellblau auflösen. Aber selbst wenn der entfernte Berg flach und einheitlich hellblau erscheint, bleibt seine Außenkontur scharf, solange sich seine Silhouette farblich von der Farbe des Himmels abhebt. Erst bei extremer Entfernung oder hoher Luftfeuchtigkeit gleichen sich die Farben an. Dann ist der Berg allerdings nicht mehr zu erkennen.
Im Nebel passiert Ähnliches, allerdings über eine kürzere Distanz. Bereits in geringer Entfernung sind Gegenstände nur noch als flächige, aber scharf konturierte (!) Silhouetten zu erkennen. Die einheitlich graue Farbe gleicht sich immer mehr dem Weiß bzw. Hellgrau der Nebelfarbe an, bis der Gegenstand schließlich ganz verschwindet.

## Verwendung in der Malerei
- Seit der Hochrenaissance wenden die Künstler neben der Zentralperspektive die Luft- und Farbperspektive an, um den Tiefenraum darzustellen. Sie wollen die sichtbare Wirklichkeit glaubwürdig wiedergeben. Leonardo da Vinci erkennt, dass die Fernbläue und -blässe vom Medium Luft herrührt. Vermutlich als Erster bezeichnet er diese Erscheinung deshalb als Luftperspektive.[12]

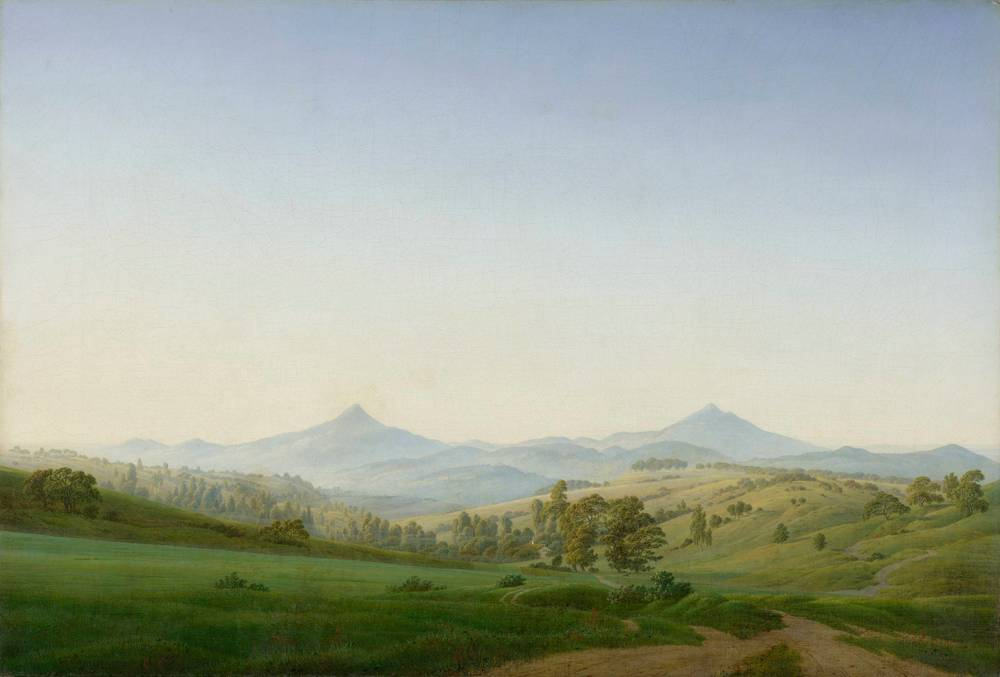
Romantik. Caspar David Friedrich: Böhmische Landschaft mit dem Milleschauer, 1809.

- Romantik. Caspar David Friedrich: Böhmische Landschaft mit dem Milleschauer, 1809.Die Aquarelle der zweiten Italienreise Albrecht Dürers sind ein Beleg für das Vertrauen des Künstlers auf den optischen Eindruck. Er malt ferne Gebirge hellblau, obgleich sie in Wahrheit (d. h. in der Nähe) die Farben des Waldes, des Steines oder des Schnees haben.[13]
- Vor allem die niederländischen Barockmaler stufen ihre Landschaftsbilder folgerichtig von Warm nach Kalt durch. Sie verwenden im Vordergrund warmes Braun, Rot und Gelb, im Hintergrund ein kaltes Stahlblau und zwischen beiden im Mittelgrund grüne Farbabstufungen.[14]
- Die Maler der Romantik setzen Gefühl und verinnerlichtes Naturerleben gegen die Nüchternheit und Strenge des Klassizismus. Sie wenden sich verstärkt der Landschaftsmalerei zu. Dabei spielt die Luftperspektive eine große Rolle, um das Gefühl der Einsamkeit und die Sehnsucht nach der Ferne darzustellen.[15]
- Von der Renaissance an behält die Luft-, Farb- und Zentralperspektive ihre unangefochtene Geltung bis zum Impressionismus. Seitdem verwenden Künstler auch multiperspektivische und aperspektivische Darstellungsweisen.[16]